# Пол Соскін
Пол Соскін (англ. Paul Soskin; 23 лютого 1905, Керч — 15 липня 1975, Вестмінстер) — британський сценарист і кінопродюсер.

## Життєпис
Пол Соскін народився 23 лютого 1905 року в Російській імперії в місті Керч, що в Криму. 
Перші фільми Соскіна у Великій Британії мали невеликий бюджет, а проривом стала комедійна стрічка 1941 року «Тихе весілля» з Марґарет Локвуд у головній ролі. У 1948 році він виступив продюсером у драмі «Слабша стать» режисера Роя Ворда Бейкера для компанії Two Cities Films.
Пол Соскін мав дочку, на ім'я Тетяна, що вийшла заміж за Родді Ллевелліна.

## Фільмографія
- «Десятихвилинне алібі» (1935)
- «Поки батьки сплять» (1935)
- «Дві компанії» (1936)
- «Тихе весілля» (1941)
- «День розвидниться» (1942)
- «Слабша стать» (1948)
- «Набережна» (1950)
- «Державна зрада» (1951)
- «На вершині форми» (1953)
- «Усе для Мері» (1955)
- «Щаслива наречена» (1958)
- «Закон і безладдя» (1958)